# Rubha Lamanais

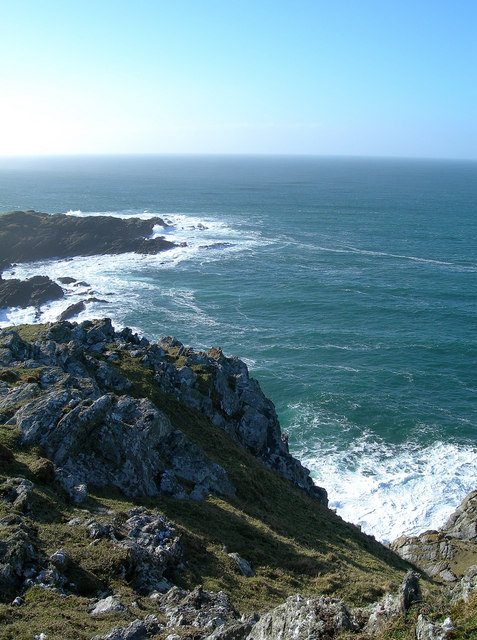
Blick von Rubha Lamanais

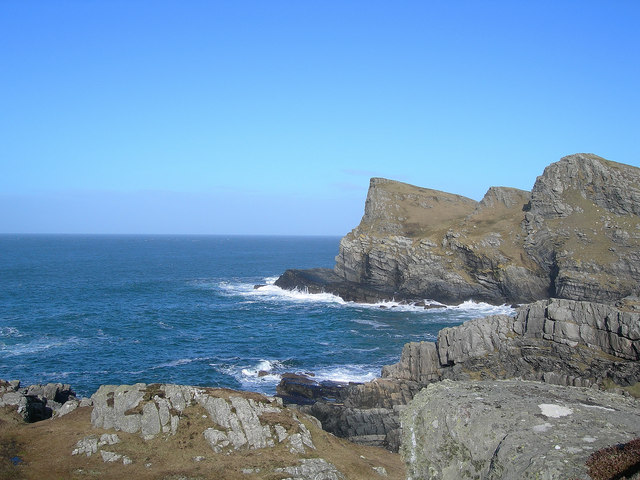
Markante Landspitze nördlich von Rubha Lamanais von diesem aus gesehen.

Rubha Lamanais ist ein Kap an der Westküste der Hebrideninsel Islay. Es liegt etwa 13 km nordwestlich von Bridgend und 16 km nördlich von Portnahaven. Die nächstgelegene Ortschaft ist die kleine Streusiedlung Smaull. Das Kap ist an der Basis etwa 450 m breit und ragt maximal 500 m von der Landmasse der Insel in den Atlantischen Ozean hinein. 

## Umgebung
Nahe Rubha Lamanais befinden sich auf einer Anhöhe die Überreste einer Rundhütte. Diese durchmaß etwa 10 m und besaß nach Süden gerichtet einen 5 m × 4 m messenden Anbau. Im Umkreis der Hütte finden sich Spuren von Feldwirtschaft. Auf einer Spitze nördlich von Rubha Lamanais befinden sich die Überreste des größten Promontory Forts der Insel. Die Anlage ist sehr schlecht erhalten. Durch Ausnutzung natürlicher Felsformationen wurden die Ausmaße der Befestigungsmauern deutlich reduziert.

## Schiffsunglücke
An Rubha Lamanais sind mehrere Schiffsunglücke verzeichnet. Die Belford lief auf ihrer Fahrt nach New York am 9. Februar 1916 am frühen Nachmittag auf die rauen Felsen von Rubha Lamanais und zerschellte. Zuvor war sie nach einem Propellerschaden zehn Tage lang manövrierunfähig auf See getrieben und konnte der Landspitze somit nicht ausweichen. Als jüngster Verlust ist ein dampfgetriebener Trawler unbekannten Namens mit dem Heimathafen Fleetwood verzeichnet, der am 8. März 1938 auf Rubha Lamanais auflief.